# Bella Block: Bitterer Verdacht
Bitterer Verdacht ist ein deutscher Fernsehfilm von Dagmar Hirtz aus dem Jahr 2001. Es handelt sich um den 11. Filmbeitrag der ZDF-Kriminalfilmreihe Bella Block.

## Handlung
Im Uni-Park wird die Studentin Jana Ebeling erschlagen aufgefunden. Erste Untersuchungen ergeben, dass die junge Frau vergewaltigt wurde. Bella Block ermittelt unter den Kommilitonen des Opfers, wo ihr besonders der Student Benedikt Bartels verdächtig scheint. Doch Benedikt ist der Sohn des Jura-Professors, der einen engen Kontakt zu Dr. Klaus Dieter Mehlhorn hat, was Blocks Ermittlungen massiv beschwert. Durch ihre zielstrebige Ermittlungsarbeit gelingt es ihr, einen Zeugen zu finden, der Benedikt Bartels kurz vor ihrem Tod mit Jana Ebeling gesehen hat. Zu dessen Verwunderung scheinen nicht einmal seine Eltern an seine Unschuld zu glauben, denn sie geben ihm ein falsches Alibi. Zunächst vermutet er, dass sie dies nur deshalb tun, weil sie die Familie vor der Peinlichkeit eines Verdachtes gegen sie bewahren wollen. Doch im Streit mit seinem Vater erfährt er, dass er „nur“ adoptiert wurde. Das wiederum erklärt ihm die ständige Enttäuschung seiner Eltern, dass er bei Vielem nicht deren Vorstellungen entsprach und sie ihn dies immer wieder spüren ließen. Benedikt will deshalb nun keine Rücksicht mehr auf den „Ehrenkodex“ unter Studenten nehmen und gegen seine Kommilitonen aussagen, was sein Vater ihm bisher untersagt hatte. Er begibt sich ins Polizeipräsidium und gibt zu Protokoll, dass Jana Ebeling kurz vor ihrem Tod mit ihrem Freund Tim Seeger und dessen Mitstudenten Sven Martens in der Sauna gewesen sei. Jana hätte Sven geküsst, um Tim zu ärgern. Daraufhin hätte Tim sie festgehalten und Sven vergewaltigte sie. Jana hätte geschrien, aber aus Feigheit hätte er nicht eingegriffen. Dagegen hätte er sie anschließend bis zur Bushaltestelle verfolgt und sie erschlagen. Bella Block hat allerdings Zweifel an diesem unerwarteten Geständnis und damit sollte sie recht behalten. Seine Verärgerung über das Verhalten seines Vaters ging so weit, dass er ihn mit diesem Geständnis ärgern wollte. Der wahre Täter ist Tim Seeger. In einem eindringlichen Gespräch bringt die Kommissarin ihn dazu, die Tat zu gestehen. Er gibt an nicht vorgehabt zu haben seine Freundin zu töten. Er hätte die Kontrolle über sich verloren.
Privat kriselt es in ihrer Beziehung zu Simon Abendroth, nachdem sie ihn mit einer jungen Studentin ertappt. Er dagegen wirft ihr vor, immer öfter die private Bella und die berufliche Bella nicht mehr auseinanderzuhalten.

## Hintergrund
Der Film wurde in Hamburg gedreht und am 10. November 2001 um 20:15 Uhr im ZDF erstausgestrahlt.

## Kritik
Rainer Tittelbach von tittelbach.tv urteilte: „Bitterer Verdacht“ „ist ein abwechslungsreicher, tonlagenvielfältiger Krimi, der sich zu einem Familiendrama auswächst, dabei aber nie seine ironische Leichtigkeit verliert. Ein flüssig erzählter, wendungsreicher Whodunit mit einem perfekten Timing & überzeugender Besetzung. Blocks Lebensklugheit veredelt den vermeintlich durchschnittlichen Plot.“
Die Kritiker der Fernsehzeitschrift TV Spielfilm vergaben die beste Wertung (Daumen nach oben) und meinten: „Der elfte Fall der mit dem Grimme-Preis gekrönten Reihe ist wendungsreich und würzt die Dialoge mit einer Prise Ironie.“ Fazit: „Juristen sind die besseren Kriminellen?!“